# Hélène Vincent
Hélène Vincent, nata Jocelyne-Hélène Nain (Parigi, 9 settembre 1943), è un'attrice e regista teatrale francese, vincitrice nel 1989 del Premio César per la migliore attrice non protagonista.

## Biografia
Hélène Vincent cresce ad Auxerre, dove i genitori sono proprietari di un albergo. I suoi esordi come attrice avvengono con il gruppo teatrale universitario del liceo Louis-le-Grand, diretto da Patrice Chéreau e Jean-Pierre Vincent (1942-2020), che sposerà nel 1964 e con cui nel medesimo anno avrà il figlio Thomas, futuro regista e attore. Con questa troupe vince poco tempo dopo il premio per la migliore interpretazione femminile al Festival di Erlangen, recitando in una pièce di Lope de Vega, Fuente Ovejuna, messa in scena da Chéreau.
Tra le molte performance teatrali, si segnala quella del 1967 al Théâtre de Chaillot, dove va in scena con Les Soldats di Jakob Michael Reinhold Lenz, sempre per la regia di Chéreau. Per il teatro diventa anche regista, a partire dal 1978. Si fa conoscere dal grande pubblico quando nel 1987 interpreta nella commedia cinematografica La vita è un lungo fiume tranquillo il ruolo di Madame Le Quesnoy, una madre di famiglia borghese e cattolica, diretta da Étienne Chatiliez. La parte le vale il Premio César per la migliore attrice non protagonista. Viene apprezzata anche in una veste di tutt'altro registro, questa volta drammatico, in Quelques heures de printemps, di Stéphane Brizé (2012).

## Filmografia parziale

### Cinema
- Pierre et Paul, regia di René Allio (1969)
- Les camisards, regia di René Allio (1972)
- Un nuage entre les dents, regia di Marco Pico (1974)
- Che la festa cominci... (Que la fête commence), regia di Bertrand Tavernier (1975)
- Una donna due passioni (La part du feu), regia di Étienne Périer (1978)
- West Indies, regia di Med Hondo (1979)
- L'école est finie, regia di Olivier Nolin (1979)
- Cocktail Molotov, regia di Diane Kurys (1980)
- La vita è un lungo fiume tranquillo (La vie est un long fleuve tranquille), regia di Étienne Chatiliez (1988)
- Les Maris, les Femmes, les Amants, regia di Pascal Thomas (1989)
- Niente baci sulla bocca (J'embrasse pas), regia di André Téchiné (1991)
- Tre colori - Film blu (Trois couleurs : Bleu), regia di Krzysztof Kieślowski (1993)
- La mia vita in rosa (Ma vie en Rose), regia di Alain Berliner (1997)
- Quelques heures de printemps, regia di Stéphane Brizé (2012)
- Attila Marcel, regia di Sylvain Chomet (2013)
- Samba, regia di Olivier Nakache e Éric Toledano (2014)
- Il piccolo inquilino (Le Petit Locataire), regia di Nadège Loiseau (2016)
- C'est la vie - Prendila come viene (Le sens de la fête), regia di Olivier Nakache e Éric Toledano (2017)
- Un marito a metà (Garde alternée), regia di Alexandra Leclère (2017)
- Dr. Knock (Knock), regia di Lorraine Lévy (2017)
- Grazie a Dio (Grâce à Dieu), regia di François Ozon (2019)
- The Specials - Fuori dal comune (Hors normes), regia di Olivier Nakache e Éric Toledano (2019)
- Sotto le foglie (Quand vient l'automne), regia di François Ozon (2024)

### Televisione
- Maria Antonietta - Regina di un solo amore (Marie Antoinette, reine d'un seul amour), regia di Caroline Huppert (1989)
- La maledizione dei Templari (Les rois maudits), regia di Josée Dayan (2005)
- Panda – serie TV (2023-in produzione)

## Doppiatrici italiane
- Melina Martello in C'est la vie - Prendila come viene, Sotto le foglie
- Paila Pavese in Tre colori - Film blu
- Anna Rita Pasanisi in Un marito a metà
- Mirta Pepe in Panda

## Riconoscimenti
- Premio César
  - 1989 – migliore attrice non protagonista per La vita è un lungo fiume tranquillo (La vie est un long fleuve tranquille)
  - 1992 – Candidatura a migliore attrice non protagonista per Niente baci sulla bocca (J'embrasse pas)
  - 2013 – Candidatura a migliore attrice per Quelques heures de printemps
  - 2020 – Candidatura a migliore attrice non protagonista per The Specials - Fuori dal comune (Hors normes)